# Маруф ел Бахит
Маруф Сулејман ел Бахит (арап. معروف البخيت; Махис,18. март 1947 — 7. октобар 2023) био је премијер Јордана од фебруара до октобра 2011. године и раније од новембра 2005. до новембра 2007. Школовао се у САД и Уједињеном Краљевству.